# Колодеже
Колоде́же (укр. Колодеже) — село в Городищенской сельской общине Луцкого района Волынской области Украины.
До 2020 года входило в Гороховский район.
Код КОАТУУ — 0720882801. Население по переписи 2001 года составляет 584 человека. Почтовый индекс — 45751. Телефонный код — 3379. Занимает площадь 24,18 км².